# Kabupaten Banggai Laut
Kabupaten Banggai Laut (engelska: Banggai Laut Regency) är ett kabupaten i Indonesien.   Det ligger i provinsen Sulawesi Tengah, i den nordöstra delen av landet, 1 900 km öster om huvudstaden Jakarta. Kabupaten Banggai Laut ligger på ön Pulau Banggai.